# Лапио (Авелино)
Лапио (итал. Lapio) је насеље у Италији у округу Авелино, региону Кампанија.
Према процени из 2011. у насељу је живело 1124 становника. Насеље се налази на надморској висини од 486 м.

## Становништво
| 1931. | 1936. | 1951. | 1961. | 1971. | 1981. | 1991. | 2001. | 2011. |
| ----- | ----- | ----- | ----- | ----- | ----- | ----- | ----- | ----- |
| 2.164 | 2.413 | 2.740 | 2.438 | 2.133 | 2.073 | 1.869 | 1.750 | 1.648 |